# (5122) Mucha
(5122) Mucha ist ein Asteroid des Hauptgürtels, der am 3. Januar 1989 vom tschechischen Astronomen Antonín Mrkos am Kleť-Observatorium (IAU-Code 046) in der Nähe der Stadt Český Krumlov in Böhmen entdeckt wurde.
Der Asteroid wurde nach dem tschechischen Plakatkünstler, Grafiker, Illustrator, Maler, Amateurfotografen und Kunstgewerbler Alfons Mucha (1860–1939) benannt, der als einer der herausragenden Repräsentanten des Jugendstils gilt.